# もんじゅ君
もんじゅ君（もんじゅくん）は、高速増殖炉もんじゅをもじったツイッターアカウントであり、インターネット上で活動するのみならず、着ぐるみ出演や著作をもものするキャラクターである。

## 概要
福島第一原子力発電所事故発生の約2か月後にあたる2011年5月4日にツイッターでつぶやき始める。「福井県敦賀市在住。原発銀座生まれ、MOX燃料育ち。」を自称。ツイッターフォロワーは10万人を超えている。
もんじゅ開発の実情を重ねあわせ、「生まれた時からほとんどお仕事していないでしょう。毎日が夏休み、日本一のニート」「（1日5500万円くらいの多額の小遣いをもらい）申し訳なさ過ぎてナトリウムをお漏らししそうですだよ～」などと自己紹介するゆるキャラである。全国50基の原発を「原発フレンズ」と呼び、「ふくいち君」も「おおい君」も「絶対に働きたくない」「みんな隠居したいといってますですだよ」と彼らの気持ちを代弁している、という。
もんじゅ君の姿は、智慧を司る文殊菩薩の像と実際のもんじゅの建物とをデフォルメしたものであり、原子炉建物と排気筒によく似た形状のかぶりものを頭に載せている。
ツイッターで書き込みをしている人物は実名を明らかにしておらず、もんじゅ君の正体が誰かは公表されていないものの、新聞社などの取材には複数回応じている。
もんじゅを運営する日本原子力研究開発機構（JAEA）の広報担当者は、新聞社の取材に「まったく知らない」と答えており、もんじゅ君側も「JAEA非公認です」とプロフィールに明記している。
2012年4月29日、千葉市の幕張メッセで行われた「ニコニコ超会議」中の1企画「こんにちは、もんじゅ君～もんじゅ君がニコニコ超会議にやってくるですだよ」に着ぐるみ姿で登場、壇上でジャーナリスト津田大介と対談した。同日午後、着ぐるみで「4.29反原発デモ@渋谷・原宿」に参加した。以来、東京国際ブックフェア、さようなら原発1000万人アクション、フジロック・フェスティバルなど多くの催事に着ぐるみで参加・出演、原子力発電所や放射性物質の危険性からエネルギー問題に至るまで、独特の語尾を伴わせ緩く語っている。
専門家の監修を受けた複数の著書があり、また、「もんじゅ君音頭」の作詞・作曲を手がけている。

## 著作
- もんじゅ君（著）、大島堅一・左巻健男（監修）『おしえて！もんじゅ君―これだけは知っておこう　原発と放射能』、平凡社、2012年3月11日、ISBN 9784582835625
- もんじゅ君（著）、小林圭二（監修）『さようなら、もんじゅ君―高速増殖炉がかたる原発のホントのおはなし』、河出書房新社、2012年3月21日、ISBN 9784309245867
- もんじゅ君 (著)、飯田哲也 (監修)『もんじゅ君とみる! よむ! わかる! みんなの未来のエネルギー』、河出書房新社、2012年7月18日、ISBN 9784309245959
- 大友良英らとの共著『シャッター商店街と線量計 大友良英のノイズ原論』、青土社、2012年11月21日、ISBN 9784791766772
- 「原発を『やめるきっかけ』をつくるために」『原発問題に「無関心」なあなたへ。: GENPATSU TALK MESSAGE』所収、キラジェンヌ、2012年、ISBN 9784906913046
- 「もんじゅ君のエネルギーさんぽ」、朝日新聞 2012年11月16日付より毎週連載
- 坂本龍一さん、どうして音楽家なのに脱原発なんですか？-もんじゅ君の「ズバリ聞きますだよ！」第1回 BLOGOS 2012年12月14日

## 楽曲
- Farewell, Monju The FBR (radio edit) （ Singer: Tsuruga Mari, Lyrics & Music by @Monjukun , © Never Work Productions, Inc., 2012年）
- もんじゅ君音頭 （唄：敦賀まり、合の手：もんじゅ君、演奏：サイクル池田とプルサーマル・オーケストラ、作詞・作曲：もんじゅ君、© Never Work Productions, Inc., 2012年）